# Пјано (Асколи Пичено)
Пјано (итал. Piano) насеље је у Италији у округу Асколи Пичено, региону Марке.
Према процени из 2011. у насељу је живело 23 становника. Насеље се налази на надморској висини од 715 м.